# Ronnenberg
Ronnenberg (pronunciación en alemán: /ˈʁɔnənˌbɛʁk/ⓘ) es un municipio situado en el distrito de Hannover, en el estado federado de Baja Sajonia (Alemania), a una altitud de 73 metros. Su población a finales de 2016 era de unos 23 700 habitantes y su densidad poblacional, 630 hab/km².
Se encuentra ubicado junto a la ciudad de Hannover, a poca distancia al este de la frontera con el estado de Renania del Norte-Westfalia.